# Antocha scapularis
Antocha scapularis är en tvåvingeart som beskrevs av Alexander 1968. Antocha scapularis ingår i släktet Antocha och familjen småharkrankar. Inga underarter finns listade i Catalogue of Life.